# 玄机科技
杭州玄机科技信息技术有限公司（英语：Sparkly Key Animation Studio，简称玄机科技）是中国大陆一家从事动漫、影视制作及品牌运营的科技和娱乐公司，代表作《秦时明月》。

## 发展历史
杭州玄机科技信息技术有限公司（Xuanji Science & Technology）成立于2005年10月9日，是明日科技（中国）有限公司的子公司。明日科技创办者、台湾知名企业家温世仁同时也是为玄机科技代表作《秦時明月》的原著作者。玄机科技也使用了明日科技的“StarQ”标志及“快乐星猫”形象。
2014年，已经独立的玄机科技决定更换公司LOGO及英文名称。新标志以古篆体“玄”字为基础，将字重新进行了设计，希望以新设计向人们传递现代，科技，时尚感。新英文名中的Sparkly意为“闪耀活力”，key意为“钥匙”，Sparkly Key理解为“闪耀之匙”，寓意“玄之又玄，闪耀之匙开启众妙之门”。

## 主要作品

### 《秦时明月》系列
玄机科技代表作，改编自台湾企业家、作家温世仁的同名小说《秦时明月》。
作品以少年天明的成长为视角，以名士侠隐、诸子百家仗剑游走江湖的武侠传奇为主线，串联起动荡剧变时期风起云涌的众多英雄人物和历史事件，演绎了自秦始皇统一六国到咸阳城破其间三十多年的历史风云。作品标榜“历史为骨，艺术为翼；中华文明，弘扬百世”，融入了众多中国传统文化色彩，中国风格、武侠气派别具一格。《秦时明月》自2007年正式上映起，已完成一部前传（未正式播出）、五部正片（第六部已推出序章，预计于2019年中播出）、一部电影，另有两部正片已列入制作计划。截至2014年，《秦时明月》系列动画网络点击率已突破20亿次，衍生了包括电视剧、电影、游戏、书籍在内的众多产品，是中国大陆最具影响力的动漫品牌之一。
| 类型 | 类型   | 片名               | 首播                | 剧集              |
| ---- | ------ | ------------------ | ------------------- | ----------------- |
| 前传 | 前传   | 秦时明月之荆轲外传 | 2004年试片,无正式版 | 1集×40分钟        |
| 正传 | 第一部 | 秦时明月之百步飞剑 | 2007年2月14日       | 10集×22分钟(原版) |
| 正传 | 第一部 | 秦时明月之百步飞剑 | 2010年5月           | 10集×22分钟(重制) |
| 正传 | 第二部 | 秦时明月之夜尽天明 | 2008年7月17日       | 18集×22分钟       |
| 正传 | 第三部 | 秦时明月之诸子百家 | 2010年6月10日       | 34集×22分钟       |
| 正传 | 第四部 | 秦时明月之万里长城 | 2012年9月30日       | 38集×22分钟       |
| 正传 | 第五部 | 秦时明月之君临天下 | 2014年12月25日      | 75集x22分钟       |
| 外传 | 先行篇 | 秦时明月之空山鸟语 | 2014年5月1日        | 3集×26分钟        |
| 外传 | 少司命 | 秦时明月之罗生堂下 | 2014年8月13日       | 1集×16分钟        |
| 外传 | 湘君   | 秦时明月之帝子降兮 | 2015年2月13日       | 1集×13分钟        |
| 外传 | 姐妹篇 | 秦时明月之天行九歌 | 2016年3月10日       | 60集×15分钟       |
| 计划 | 第六部 | 秦时明月之沧海横流 | 未完成              | 未完成            |
| 计划 | 第七部 | 秦时明月之亡秦必楚 | 未完成              | 未完成            |

电影《秦时明月之龙腾万里》以秦朝时的西域各国为背景，在原动画的基础上重塑了剧情，将动画作品中的原班人马移到多年之前，展现了楼兰古国的异域风情。影片于2014年8月8日起在中国内地公映，首日票房达到1278万人民币，为暑期档中国动画电影之冠；总票房收于5987万元人民币，居2014年暑期档中国动画电影票房第三位。

### 《快乐星猫(第一季、第二季)》
《快乐星猫》是玄机科技早期作品，主要为其母公司明日科技牵头推动。玄机科技2014年前使用的“StarQ”标志和“快乐星猫”形象即出自明日科技之手。2014年玄机科技更换公司标志后，玄机科技官网、宣传材料和社交媒体中已几乎找不到与《快乐星猫》有关的内容。
自第三季起，《快乐星猫》改由明日科技另一子公司、南京合谷科技担任制作方和出品方。截至目前，快乐星猫系列已推出共8季208集，“星猫家族”相关系列动画总集数已接近千集。

### 《斗罗大陆》
《斗罗大陆》是最近以来玄机科技最好的作品。与腾讯视频合作。截至目前斗罗大陆已经更新至第264集了，已完結。